# Dudley Taft

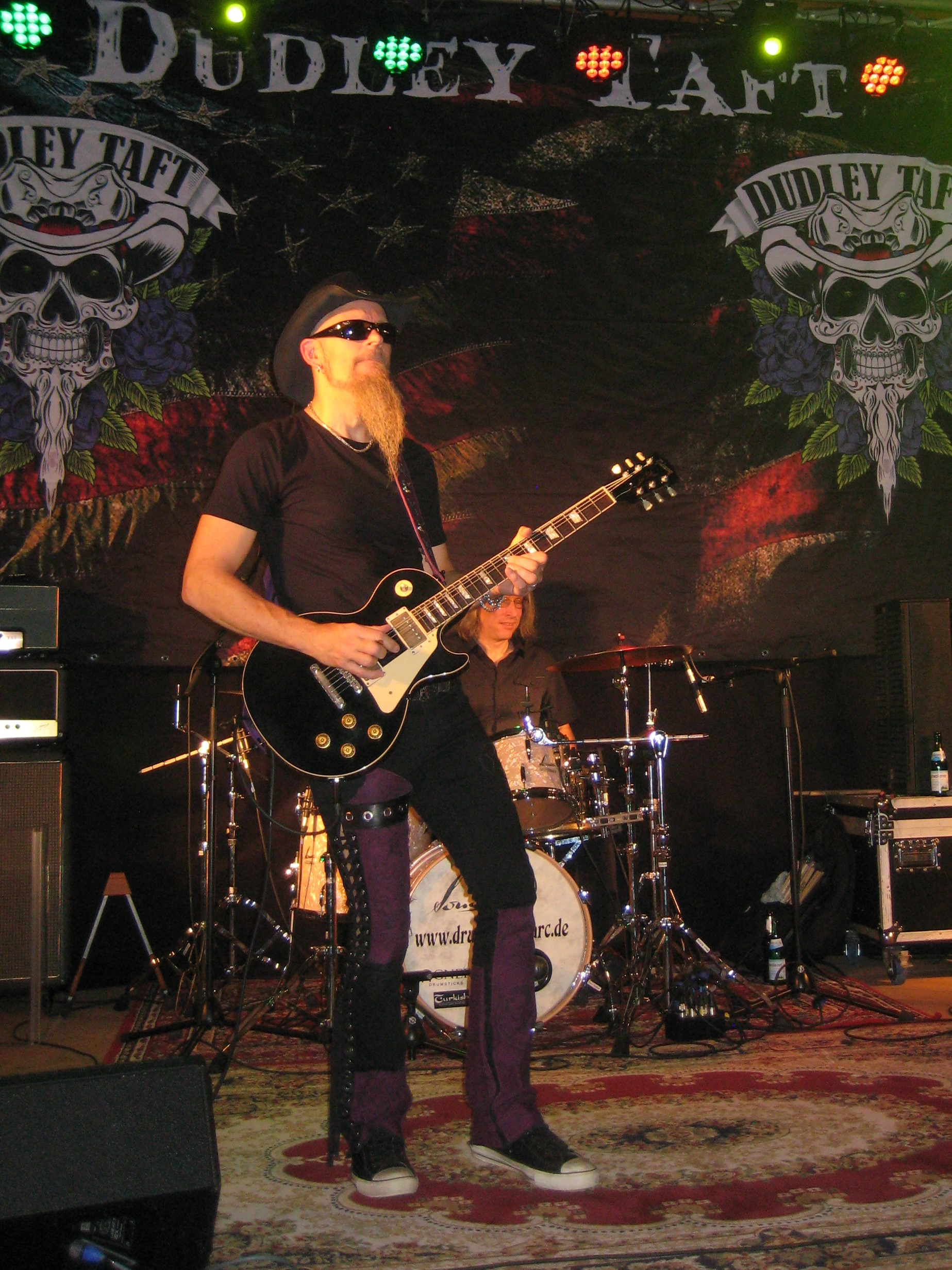
Taft bei einem Auftritt im September 2017 in Großrosseln

Dudley Taft (eigentlich Dudley S. Taft junior * 4. Juli 1966  in Washington, D.C.) ist ein amerikanischer Gitarrist, Bassist und Sänger.

## Familie
Tafts Vater – Dudley S. Taft – studierte in Yale und gründete in Ohio die Taft Broadcasting Company. Taft junior stammt aus einer großen republikanischen Familie: Er ist der Urgroßneffe des Präsidenten William Howard Taft. Aus seiner Familie stammten auch der Senator Robert Taft junior und der Gouverneur Robert A. Taft. In seinen Interviews oder auf seiner Webseite geht Taft auf seine durchaus prominente Herkunft nie ein.
Er absolvierte das Berklee College of Music und lebte lange in Seattle. Um das Jahr 2008 verließ er die Stadt um sich in der Kleinstadt Chapel Hill im Bundesstaat North Carolina niederzulassen. Mit seiner Frau Michelle hat er zwei Töchter. Zusammen mit seinem Bruder Woody, investierte er in eine der ersten legalen Farmen für den Marihuanaanbau in den USA, was für den Spross einer großen republikanischen Familie, so wie sein ganzer bisheriger Lebensweg, eher ungewöhnlich sein dürfte.

## Werdegang
An seiner Highschool gründete er zusammen mit seinem Freund Trey Anastasio, der später die Band Phish ins Leben rief, seine erste Band mit dem Namen Space Antelope. Zu Beginn der 1990er erlebte Taft an seinem damaligen Wohnort Seattle die Entstehung des Grunge mit, der ihn beeinflusste. Er stieg am Bass bei der 1990 in Seattle gegründeten Combo Sweet Water – nicht zu verwechseln mit der Band Sweetwater aus den 1960er Jahren – ein und tourte im Vorprogramm des Grungebooms mit Monster Magnet, Candlebox und Alice in Chains durch die USA. Die Band nahm bei Atlantic zwei Alben auf, bevor Taft die Gruppe verließ, um bei der Gründung von Second Comming, ebenfalls in Seattle, mitzuwirken. Singleauskopplungen der Band stiegen bis auf Platz 16 der US Rockcharts und auch mit dieser Band tourte Taft im Vorprogramm namhafter Bands wie Godsmack, Kid Rock, Lenny Kravitz oder VAST. Zu Beginn der 2000er verließ er auch diese Formation um seine eigene Gruppe Omnivoid zu gründen. Mitte der 2000er beschäftigte er sich, inspiriert durch eine Begegnung im Studio mit Robert Plant, intensiver mit dem Blues. Ab 2006 spielte er diesen auch auf der Bühne und gründete im folgenden Jahr die Dudley Taft Band in der Besetzung Gitarre/Gesang, Schlagzeug und Bass. Auf Tournee wird das Trio häufig durch einen Keyboarder ergänzt.

## Stil
Die Bandzusammensetzung erinnert an den Texasblues neueren Stils wie ihn etwa auch Bugs Henderson spielte. Tufts Musik wird häufig als Seattle-Blues bezeichnet: eine Mischung von Elementen des Blues als auch des Grunge. In seiner Musik finden sich zahlreiche Einflüsse von ZZ Top über Joe Bonamassa bis hin zu Stevie Ray Vaughan – ergänzt und kombiniert mit den Elementen des rocklastigen Grunge.

## Diskografie
| Albumtitel            | Jahr | Label                       |
| --------------------- | ---- | --------------------------- |
| TER                   | 1991 | CZ Records                  |
| Sweet Water           | 1993 | Atlantic                    |
| Superfriends          | 1995 | East West/Elektra Records   |
| Second Comming        | 1998 | Capitol                     |
| Left For Dead         | 2000 | Big Woody Music             |
| Deep Deep Blue        | 2013 | American Blues Artist Group |
| Screaming In The Wind | 2014 | American Blues Artist Group |
| Skin and Bones        | 2015 | American Blues Artist Group |
| Live in Europe        | 2016 | American Blues Artist Group |
| Summer Rain           | 2017 | American Blues Artist Group |
| Guitar Kingdom        | 2023 | M2 Music                    |
| The Speed of Life     | 2025 | M2 Music                    |

## Filmmusik
Taft steuerte immer wieder, auch zu TV-Serien und Shows, Musik bei. Etwa sind im Soundtrack der Filme The Sixth Sense (1999), Prom Night (2008) oder Henry Poole – Vom Glück verfolgt (2008) Stücke von ihm zu hören.